# Exocentrus nakanei
Exocentrus nakanei là một loài bọ cánh cứng trong họ Cerambycidae.